# Comitatul Northern Lights, Alberta
Comitatul Northern Lights, din provincia Alberta, Canada  este un district municipal situat nordic central în Alberta. Districtul se află în Diviziunea de recensământ 17. El se întinde pe suprafața de  20,744.41 km2  și avea în anul 2011 o populație de 4,117 locuitori.
Cities Orașe
--
Towns Localități urbane
- Manning

Villages Sate
--
Summer villages Sate de vacanță
--
Hamlets, cătune
- Deadwood
- Dixonville
- North Star
- Notikewin

Métis settlements
- Paddle Prairie Métis Settlement

Așezări
- Chinook Valley
- Clear Hills
- Fairacres
- Hawk Hills
- Hotchkiss
- Keg River
- Kemp River
- Leddy
- Scully Creek
- Smithmill
- Sweet Water
- Warrensville
- Warrensville Centre
- Weberville
- Carcajou
- Twin Lakes

1. 1 2  Population and dwelling counts, for Canada, provinces and territories, and census subdivisions (municipalities), 2016 and 2011 censuses – 100% data (în engleză), 20 februarie 2019